# Anopheles hughi
Anopheles hughi este o specie de țânțari din genul Anopheles, descrisă de Lambert și Maureen Coetzee în anul 1982. Conform Catalogue of Life specia Anopheles hughi nu are subspecii cunoscute.